# Hermiona Granger
Hermiona Jean Granger (izvirno angleško Hermione Granger) je ena glavnih oseb v seriji knjig o Harryju Potterju.
Hermiona izhaja iz bunkeljske družine, a je izredno marljiva ter nadarjena. S Harryjem in Ronom so nerazdružljivi. Je najboljša učenka na Bradavičarki, nekateri čarovniki pa je ne marajo zaradi njene vzvišenosti. A Hermiona je zvesta prijateljica, ki s svojim pogumom, spretnostjo ter znanjem prijateljem pogosto pomaga iz težav.
Z Ronom sta si skozi vse knjige večkrat v laseh, a na koncu si priznata, da sta si všeč in da sta zaljubljena en v drugega. Kasneje se poročita in imata dva otroka, Huga in Rose. 

## Življenjepis

### Prva knjiga
Hermiona Granger se prvič pojavi v knjigi Harry Potter in kamen modrosti kot študentka Gryfondoma, rojena bunkeljem. Na začetku ima bolj klavrno vlogo: Harryju, še bolj pa Ronu, se zdi dolgočasna piflarka. Potem pa jo napade trol, Harry in Ron pa jo rešita. In Harry, Ron in Hermiona postanejo najboljši prijatelji.
Kasneje skupaj ugotovijo, da je v šoli skrit kamen modrosti in da ga nekdo skuša ukrasti. Zato se odločijo rešiti kamen in na koncu jim to tudi uspe.

### Druga knjiga
V drugi knjigi se po poletnih počitnicah skupaj z Ronom in Harryjem vrne na Bradavičarko, kjer pa se takoj začnejo dogajati srhljive stvari: veliko bunkeljskih študentov skameni in med njimi se znajde tudi Hermiona. A na koncu se vse dobro izteče, saj Harry in Ron ugotovita, kdo je kriv in baziliska, ki je bunkeljske študente tudi skamenel, Harry ubije.

### Tretja knjiga
Ko iz čarovniškega zapora Azkabana pobegne množični morilec Sirius Black, vsi dokazi kažejo, da je njegova naslednja tarča prav Hermionin prijatelj Harry. Sirius Black je bil namreč eden od Mrlakensteinovih najtesnejših pomočnikov, zato Harryja vidi kot temeljno oviro na poti do ponovnega vzpona na oblast.
Po napetem letu, polnem skrivnosti, Harry, Ron in Hermiona izvejo, da je bil Sirius, ki je njegov boter, po krivem obtožen.
Potem pa skupaj s Harryjem odpotujeta v čas nazaj, s pomočjo Časotreska, ki ga je Hermiona uporabljala za obiskovanje vseh predmetov hkrati.

### Četrta knjiga
Na Bradavičarki po več kot stoletju priredijo Trišolski turnir, na katerem tekmuje tudi Harry. Spopasti se mora s povodnimi ljudmi, zmajem in drugimi pošastmi, na koncu pa najti središče ogromnega labirinta. Ron in Hermiona mu ob vsem tem stojita ob strani, a na koncu ga čaka past in zopet se mora soočiti z Mrlakensteinom, ki je s pomočjo služabnikov in Harryja spet pridobil svoje telo.Zmagoslav povabi Hermiono na ples , ker je videl kako vzdržljiva je.

### Peta knjiga
Po Mrlakensteinovi vrnitvi se oblikuje skupina čarovnikov, imenovana Feniksov red, ki skuša storiti vse, da bi se mu zoperstavila. Na Bradavičarki Harry, Ron in Hermiona ustanovijo krožek, ki se imenuje Dumbledorjeva armada in s pomočjo nekaterih Loone Liupke, Ginny Weasley in Nevilla Velerita vdrejo na Ministrstvo za čaranje, ker mislijo, da tam lord Mrlakenstein muči Harryjevega botra Siriusa Blacka. Ko ugotovijo, da to ni res, jih napadejo Jedci smrti, Mrlakensteinovi služabniki, na pomoč pa jim priskočijo člani Feniksovega reda. Na koncu Harryjev boter Sirius Black umre.

### Šesta knjiga
V 6. letniku Mrlakenstein hoče celo leto zavzeti Bradavičarko in proti koncu šolskega leta mu to tudi skoraj uspe, vendar še ne v celoti. Na Bradavičarki poteka bitka. Med spopadom Dumbledorja ubije Robaus Raws. Po pogrebu je Harry trdno odločen, da ne bo dokončal Bradavičarke, ampak da bo iskal skrižvne. Seveda se tudi Ron in Hermiona odločita, da gresta z njim. Še preden pa se bodo prijatelji podali na lov za Skrižvni, pa bodo odšli še v Jazbino, hišo družine Weasley saj se bo Bill poročil z Fleur.

### Sedma knjiga
V sedmi knjigi ministrstvo pade, minister je mrtev, Mrlakenstein pa je glavni. Harry, Ron in Hermiona se takoj izdejanijo in začnejo s svojo nalogo. Celo leto iščejo Skrižvne in poslušajo čarovniške novice, nihče pa ne ve, kje so. Težko bi si mislil, da v tako turobnem letu obstaja tudi veselje. Fatale Tanga in Remus Wulf namreč dobita sina, ki ga poimenujeta Teddy Wulf in Harry je njegov boter. Kasneje Harryja, Rona in Hermiono ugrabijo Jedci smrti, ki jih odpeljejo Malfoyevim. Ko jih hišni vilinec Trapets rešuje, ga ubije nož Krasotillyje L'Ohol, ki je ubila tudi Siriusa. Na koncu se ponovno razvne največji boj, seveda na Bradavičarki. Končno se Harry iz oči v oči znajde z Mrlakensteinom. Harry premaga Mrlakensteina, po celotnem čarovniškem svetu vladata veselje in žalost hkrati, saj so umrli tudi ljudje, ki so bili Harryu še posebej pri srcu: Fred Weasley, Wulf in Tanga in še mnogi drugi.

### Življenje po Bradavičarki
Hermiona se poroči z Ronom in ima z njim dva otroka: Huga in Rose. Dela na Uradu za nadzor nad čarobnimi bitji.

## Filmi
Hermiono v filmih producentske hiše Warner Bros. igra Emma Watson.